# 10
Anul 10 este un an care a început într-o zi de miercuri după calendarul iulian. Este anul consulatului lui Dolabella și Silanus în Imperiul Roman. 

## Evenimente
- Dinastia grecească din Bactria încetează.
- Împăratul uzurpator Wang Mang interzice achiziționarea privată, producția  și utilizarea  arbaletelor. Liu Xiu, viitor împărat Guanwu de Han, va cumpăra arbalete în iarna anului 22, pentru ai sprijini în rebeliune pe frații săi, Liu Yan și Li Tong.
- Senatus Consultum Silanianum este adoptat.

## Arte, științe, literatură și filozofie
- Ovidiu finalizează Tristele și Ponticele.

## Nașteri

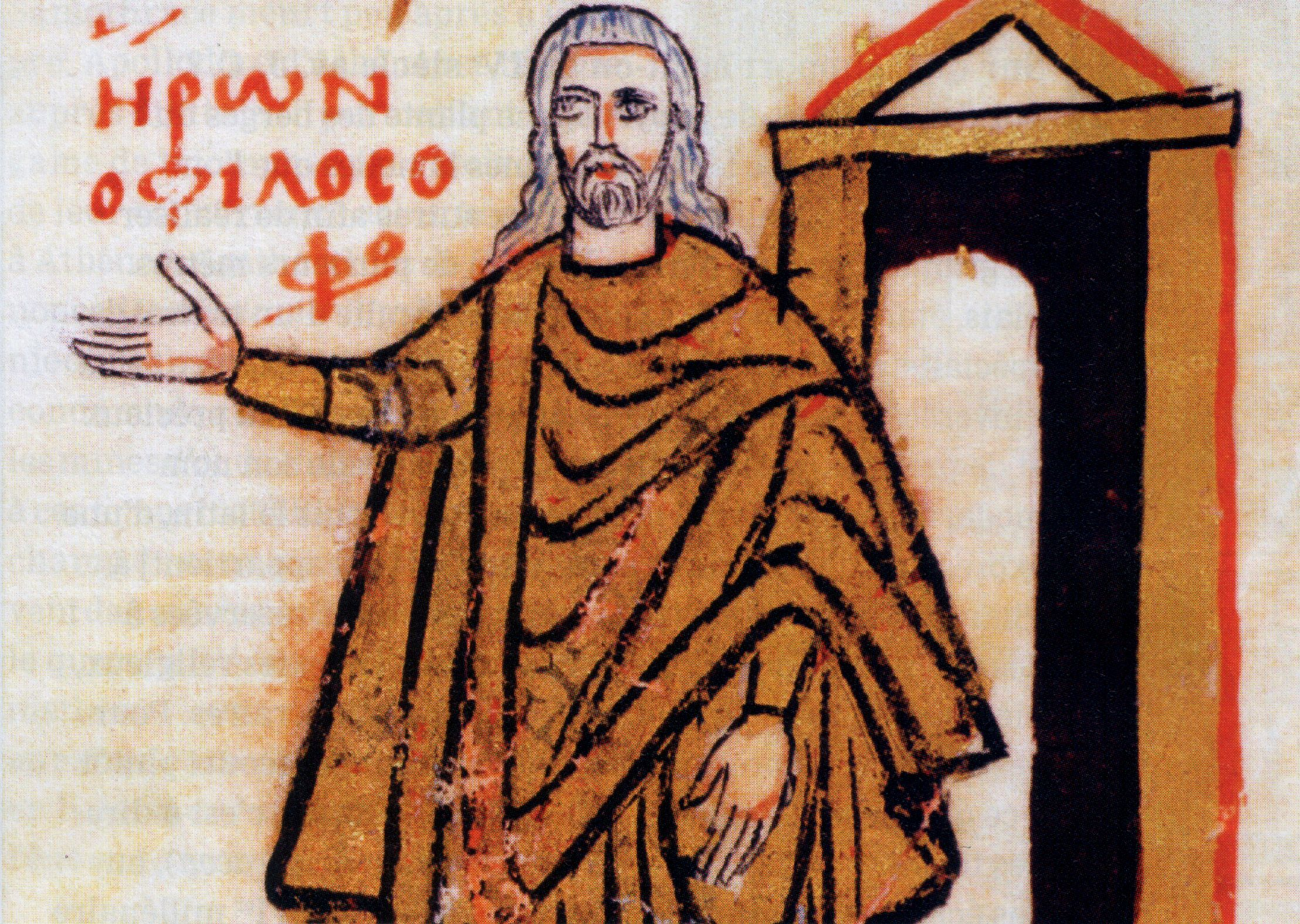
Heron din Alexandria
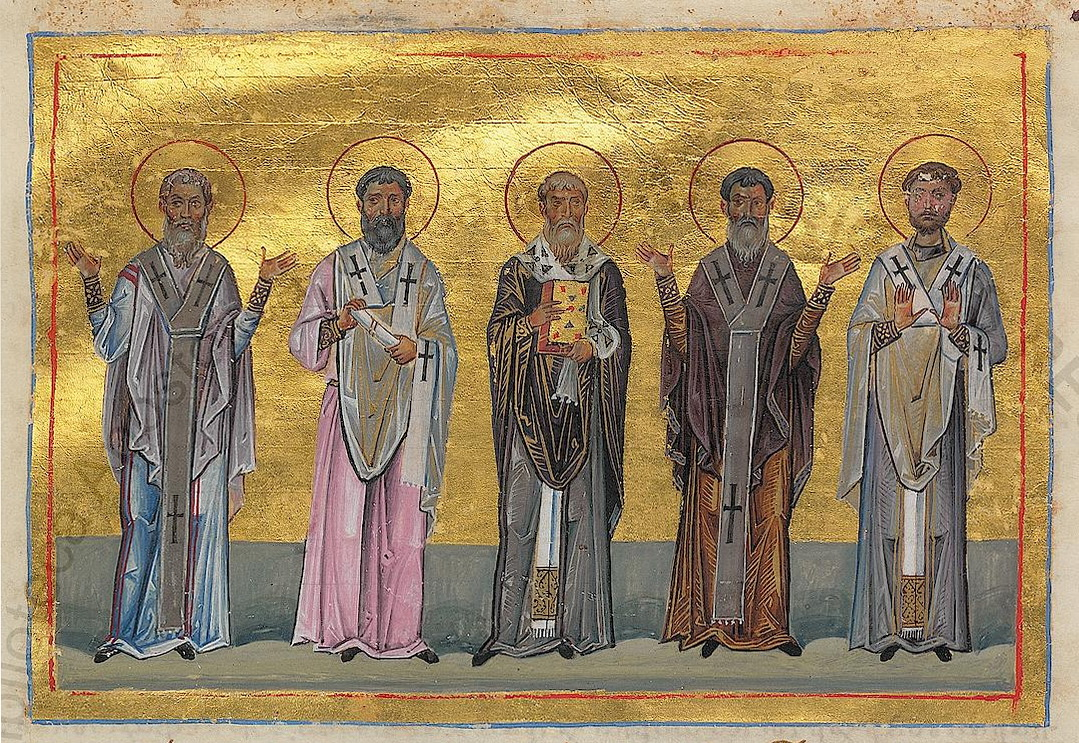
Papa Linus din centru si ucenicii sai,  Patrobulus, Hermas,   Caius, Philologus

- Heron, matematician și inginer, inventatorul primei mașini cu abur, diopterului și ușilor automate (d. 70)
- Linus, al doilea papă al Romei (d. 79)
- Liu Penzi, împărat chinez marionetă dinastia Han (d. ?)
- Lucius Vipstanus Poplicola, consul roman (d. ?)
- Tigellinus (Ofonius Tigellinus), prefect roman al gărzii pretoriene (d. 69)

## Decese
- Didymus Chalcenterus, cărturar grec  (n.c. 63 î.Hr.)
- Hillel cel Bătrân, cărturar babiloniano-evreu (n.c. 110 î.Hr.)